# Rajgras
Rajgras (Arrhenatherum P.Beauv.) – rodzaj roślin należący do rodziny wiechlinowatych. Należy do niego 7 gatunków. Zasięg obejmuje obszar śródziemnomorski, Azję południowo-zachodnią oraz Europę. W Polsce rośnie jeden gatunek – rajgras wyniosły A. elatius.
Mianem rajgrasu określane były też niektóre gatunki z rodzaju Lolium (życica) m.in.: życica trwała ("rajgras angielski") czy życica wielokwiatowa ("rajgras włoski").

## Systematyka
Pozycja systematyczna
Rodzaj należący do rodziny wiechlinowatych (Poaceae). W obrębie rodziny należy do podrodziny wiechlinowych (Pooideae), plemienia Poeae, podplemienia Aveninae. W niektórych ujęciach rodzaj włączany bywa do szeroko ujmowanego rodzaju owsica Helictotrichon. Rozwiązanie to uzasadniane jest zagnieżdżeniem Arrhenatherum longifolium w obrębie Helictotrichon. Alternatywnie proponowane jest wyłączenie tego gatunku (i blisko z nim spokrewnionego Arrhenatherum pallens) w osobny rodzaj Pseudarrhenatherum Rouy in Bull. Soc. Bot. France 68: 401. 1921. W obrębie podplemienia sytuowany jest w pozycji siostrzanej względem rodzaju owies Avena, podczas gdy pozycję bazalną dla tej pary zajmuje rodzaj owsica Helictotrichon.
Wykaz gatunków

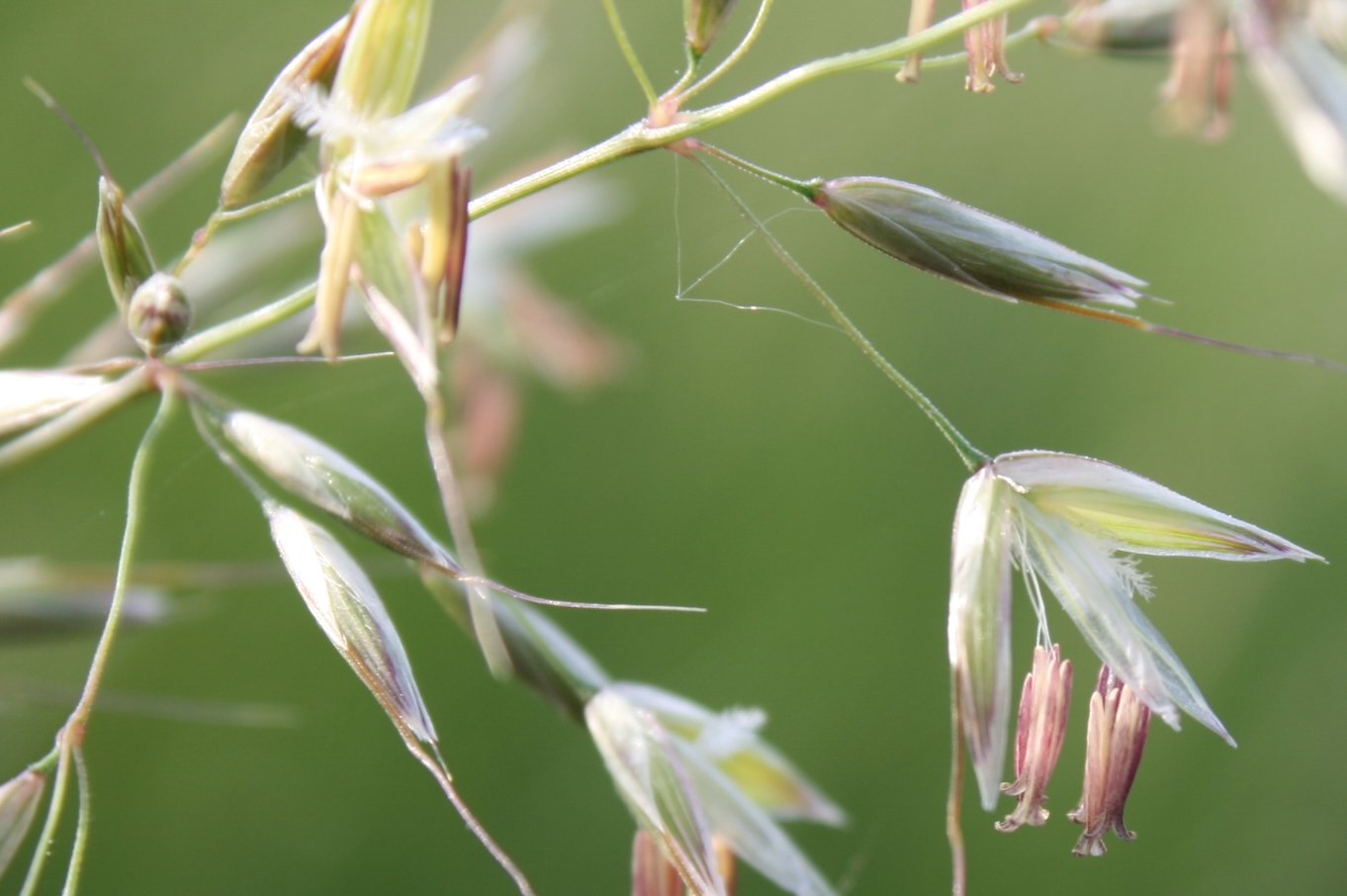
Kwiaty rajgrasu wyniosłego

- Arrhenatherum album (Vahl) Clayton
- Arrhenatherum calderae A.Hansen
- Arrhenatherum elatius (L.) P.Beauv. ex J.Presl & C.Presl – rajgras wyniosły
- Arrhenatherum kotschyi Boiss.
- Arrhenatherum longifolium (Thore) Dulac
- Arrhenatherum palaestinum Boiss.
- Arrhenatherum pallens (Link) Link